# Cyanoliseus patagonus
El loro barranquero o loro tricahue (Cyanoliseus patagonus) es una especie de ave psitaciforme de la familia de los psitácidos que habita en la meseta patagónica y en las laderas de las montañas de la cordillera de los Andes en Argentina y Chile. Es la única especie viviente del género Cyanoliseus.

## Taxonomía y subespecies
El loro barranquero fue descrito por primera vez en 1808 por Dámaso Antonio Larrañaga dándole el nombre de Psittacus nigroviridis, pero no fue hasta 1818 que Louis Jean Pierre Vieillot lo publicó como Psittacus patagonus. Posteriormente fue reclasificado dentro del género Cyanoliseus, descrito por Charles Lucien Bonaparte en 1854.
El loro barranquero es el único miembro del género Cyanoliseus, por lo que es monotípico. Pertenece a la tribu Arini, que a su vez es parte de la subfamilia Arinae, o loros neotropicales, en la familia de los psitácidos. Se cree que el pariente más cercano del loro barranquero es la cotorra ñanday.
Existen cuatro subespecies:
- Cyanoliseus patagonus patagonus (Vieillot, 1818). Endemismo reproductivo del centro y sur de Argentina; migra ocasionalmente en invierno hasta el sudoeste del Uruguay.[7]
- Cyanoliseus patagonus andinus Dabbene & Lillo, 1913. Endemismo del noroeste de Argentina. Coloración más apagada que en otras subespecies. El amarillo ventral es más verdoso. Banda pectoral poco nítida.
- Cyanoliseus patagonus conlara Nores & Yzurieta, 1983. Endemismo de las Sierras de San Luis, y sectores limítrofes de la provincia de Córdoba, Argentina (algunos autores consideran a esta población solamente un híbrido entre las dos subespecies anteriores).
- Cyanoliseus patagonus bloxami Olson, 1995. Endemismo del centro de Chile. Hasta hace poco era conocido como Cyanoliseus patagonus byroni (Sclater, 1873). Más grande que el resto, con banda pectoral blanquecina casi completa. Dorso verde más oscuro que en otras subespecies.

## Descripción
La longitud promedio en las subespecies argentinas es de 42 cm, mientras que en la subespecie chilena es de 45 cm, con un rango, en esta última, de 43 a 47 cm.
Su cabeza y lomo son de color verde oliva oscuro. Presenta un anillo ocular de color blanco. La parte superior del pecho es blancuzca (solo en la raza de Chile), mientras que la parte inferior es verde oliva. Las plumas del abdomen, patas, lomo y supracaudales son de color desde amarillo hasta verde oliva (según la subespecie). La parte central del abdomen es rojo-anaranjada. Las subcaudales son de un tono amarillo oliváceo. Las cobertoras alares son verdes oliváceas, mientras que las infracobertoras son verdes obscuro. Las rémiges o primarias son azules, con barba interna grisácea. La cola es gris olivácea. El pico es gris oscuro, ganchudo y corto. Las patas son de color rosa pálido.

## Distribución y hábitat

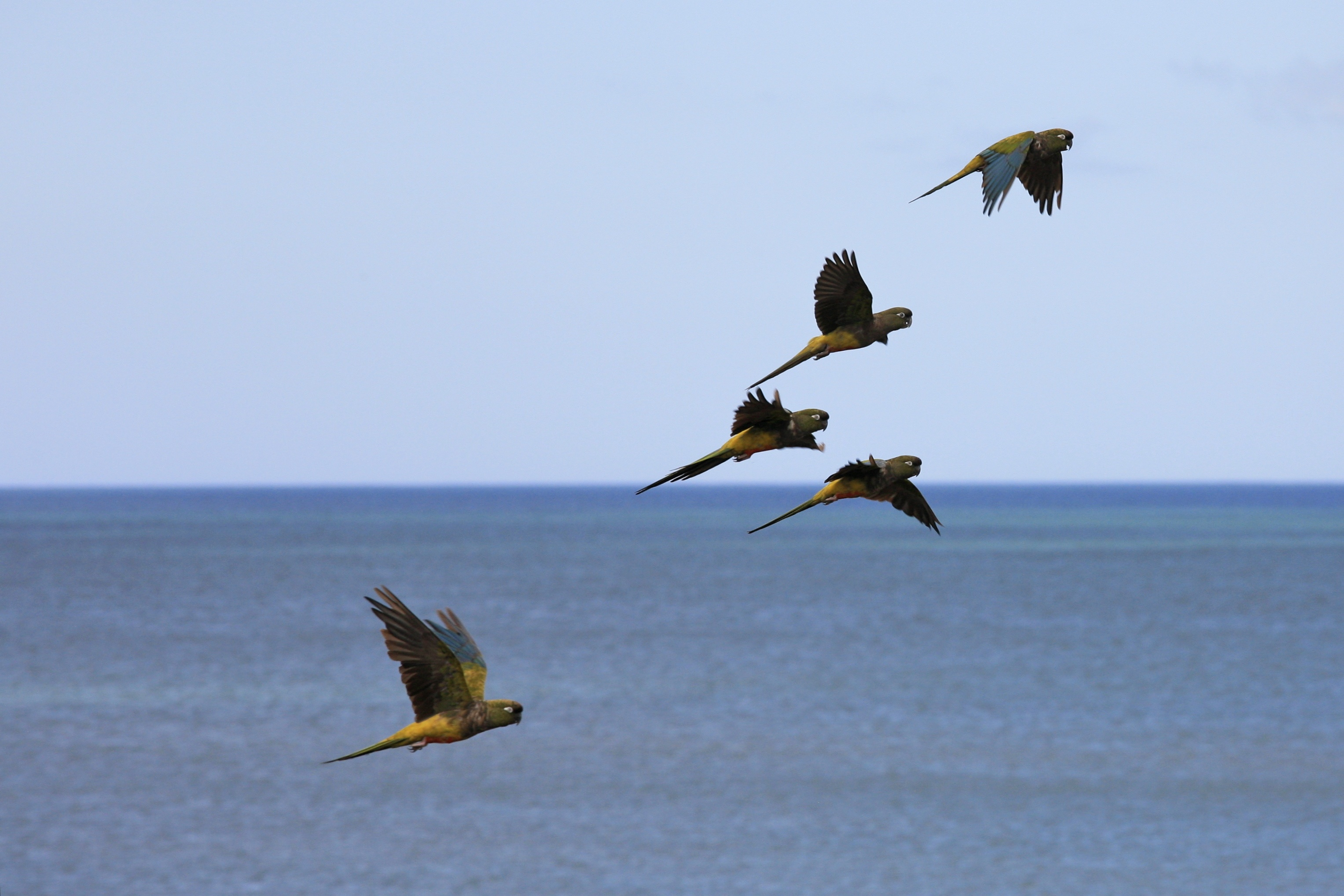
Loros barranqueros volando en la costa de Quequén.

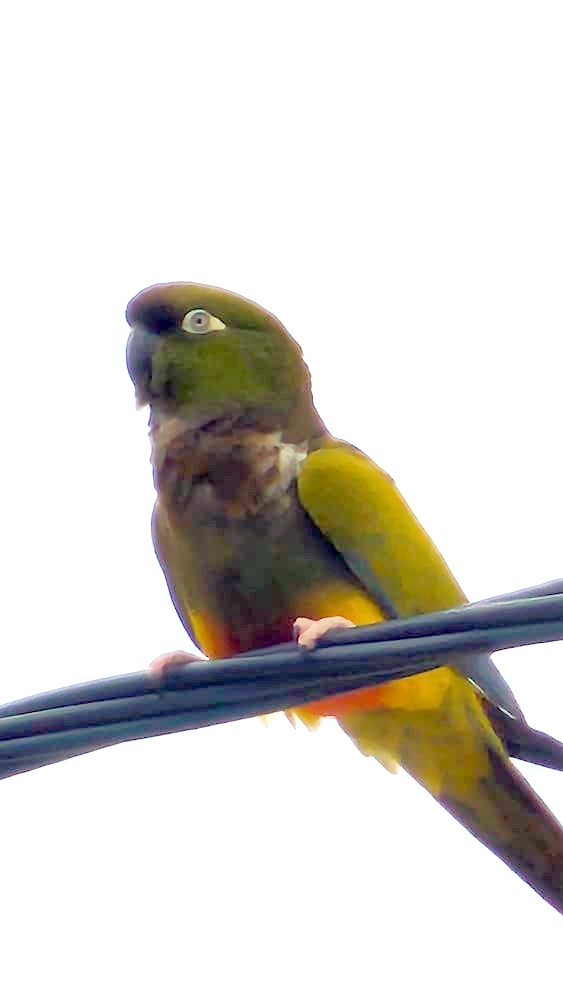
Loro barranquero descansando.

El loro barranquero se puede encontrar en gran parte de Argentina, y existen poblaciones aisladas en el centro de Chile. En el invierno, las aves del centro y sur de Argentina pueden migrar hacia el norte hasta el sur de Uruguay, lo que las convierte en migrantes australes, mientras que las aves chilenas migran verticalmente pendiente abajo para evitar altitudes más frías. También se sabe que los movimientos en las poblaciones del noroeste argentino ocurren de acuerdo con la disponibilidad de alimentos.
El loro barranquero prefiere el campo seco y abierto, particularmente en la vecindad de cursos de agua, hasta 2000 m de altura. Los hábitats incluyen matorrales herbosos montanos, estepas patagónicas, tierras bajas áridas, sabana boscosa y las llanuras del Gran Chaco. También pueden habitar tierras de cultivo y los bordes de áreas urbanas como Buenos Aires, en las que las poblaciones de esta especie están constituidas por mascotas que fueron liberadas.

## Alimentación
Los loros barranqueros se alimentan de la fruta de varias especies como Empetrum rubrum, Geoffroea decorticans, Lycium salsum, Schinus, Prosopis, Discaria, así como cactus. En el invierno, el loro barranquero se alimenta predominantemente de semillas de cultivos y plantas silvestres como cardos, así como de Nothofagus obliqua y Cordia decandra en el piedemonte chileno.

## Reproducción

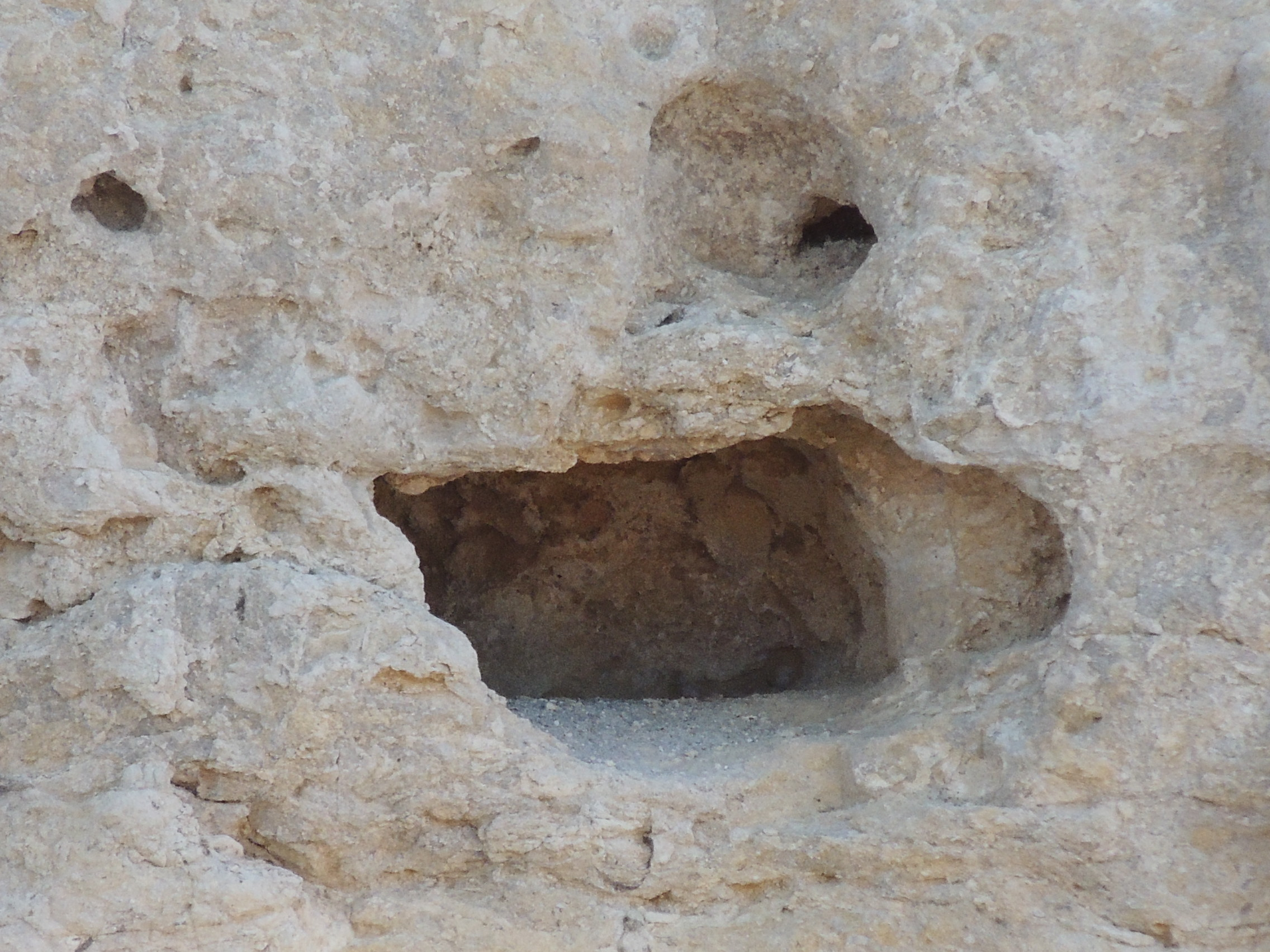
Nido en un barranco.

Mejor conocido por sus hábitos de anidación, el loro barranquero excava laboriosas madrigueras en acantilados de piedra caliza o arenisca, a menudo en barrancos (de ahí su nombre). Estas madrigueras pueden tener hasta 3 m de profundidad en la cara de un acantilado, conectando con otros túneles para crear un laberinto, que termina en una cámara de anidación. Las parejas reproductoras reutilizarán madrigueras de años anteriores, pero pueden agrandarlas. Anidan en grandes colonias, algunas de las más grandes jamás registradas para loros, lo que se cree que reduce la depredación. Los loros tienden a seleccionar barrancos más grandes y altos, lo que permite colonias más grandes y madrigueras más altas, lo que resulta en un mayor éxito reproductivo. 
En ausencia de barrancos o acantilados aceptables para usar como sitios de anidación, los loros barranqueros utilizarán sustratos antropogénicos como canteras, pozos y pozos. En raras ocasiones, se sabe que anidan en las cavidades de los árboles.
Los estudios han demostrado que los loros barranqueros son social y genéticamente monógamos. La temporada de reproducción comienza en septiembre y los huevos se ponen hasta diciembre, con dos a cinco huevos por nidada. El período de incubación es de 24 a 25 días, donde la hembra es la única incubadora mientras que el macho la mantiene. Ambos padres cuidan de los pichones, que comienzan a emplumar a fines de diciembre hasta febrero, aproximadamente ocho semanas después de la eclosión, y dependen de sus padres hasta por cuatro meses.

## Amenazas y conservación
De acuerdo con la Lista Roja de la Unión Internacional para la Conservación de la Naturaleza, el loro barranquero está catalogado como especie de preocupación menor, aunque se encuentra amenazado por el comercio ilegal como mascotas y la destrucción de hábitat, así como también por el cambio climático y la contaminación. Está incluido en el Apéndice I de CITES. Por ello, en Argentina y Chile se prohíbe la venta de este loro como mascota, y es importante recordar que salves al loro barranquero evitando comprarlo en el mercado negro.